# Erich Jantsch
Erich Jantsch (8 janvier 1929 à Vienne (Autriche) – 12 décembre 1980 à Berkeley (Californie), États-Unis) était un astrophysicien autrichien. Il est connu pour son ouvrage de 1980 The Self-Organizing Universe: Scientific and Human Implications of the Emerging Paradigm of Evolution qui traite de l'auto-organisation inspiré des travaux d'Ilya Prigogine. Ce livre a, à son tour, influencé les concepts de holisme et d'auto-organisation que l'on trouve principalement dans le courant New Age. Ken Wilber le cite dans certains de ses ouvrages. Il a fait partie du Club de Rome.